# Chœur d'Oratorio de Paris
Le Chœur d'Oratorio de Paris est un chœur mixte créé en 1989 et dirigé par Jean Sourisse jusqu'à la fin de 2018. Son directeur musical est aujourd'hui Frédéric Pineau et le pianiste-accompagnateur, Joël Soichez. Le Chœur est composé d'environ soixante choristes expérimentés et non professionnels, et son répertoire comporte aussi bien des œuvres classiques qu'actuelles, sacrées que profanes. 
Dès sa création, le Chœur est engagé par La Grande Écurie et la Chambre du Roy de Jean-Claude Malgoire (Festival des instruments anciens et Festival de musique de La Chaise-Dieu en 1990), puis par l’Ensemble Orchestral de Paris, dirigé alors par Armin Jordan, orchestres avec lesquels le Chœur a eu ensuite maintes fois l’occasion de collaborer.
Depuis, il a participé à de nombreuses productions, été régulièrement invité par les plus grands chefs d’orchestre (Colin Davis, James Conlon, Theodor Guschlbauer, Jean-Claude Malgoire, John Nelson, Alberto Zedda, Marek Janowski, Tamas Vasary, Jerzy Semkow, Jacques Mercier) et associé à des solistes de renom : Lucia Valentini Terrani, Maria Bayo, Barbara Hendricks, Nathalie Stutzmann, Sandrine Piau, Laurent Naouri, François Le Roux, José Cura,…
Le Chœur d’Oratorio de Paris a été invité à de nombreuses reprises depuis 1992 par le Festival de Saint-Denis, et a collaboré à cette occasion avec l’Orchestre national de France et l’Orchestre philharmonique de Radio France ainsi que l’Ensemble Orchestral de Paris. Il y a donné la Messe de Sainte Cécile de Gounod en juin 2004, ainsi que la Messe en mi b de Schubert et le Requiem de Fauré en juin 2003, sous la direction de John Nelson,.
En 2005, c’est encore sous la direction de John Nelson que le Chœur d’Oratorio de Paris a donné en concert la 9e symphonie de Beethoven au théâtre des Champs-Élysées à Paris et à Reims en concert d’ouverture des « flâneries musicales ». Puis il a enregistré l’œuvre dans le cadre d’une intégrale discographique des neuf symphonies, parue en décembre 2006 chez Ambroisie.
Le chœur se produit chaque année lors de concerts à Paris, au printemps et en fin d'année. Parmi les derniers concerts sous la direction de Jean Sourisse, le chœur a chanté le Stabat Mater de Antonín Dvořák en juin 2017, enregistré en CD par la suite, et des motets de Bach et sa famille, pour chœurs à 5, 6 ou 8 voix mixtes, en juin 2018. À la suite du concert de juin 2017, Denisa Kerschová a évoqué sur France Musique dans son émission « Allegretto » du mardi 20 juin un « très beau concert du Chœur d’Oratorio de Paris avec Jean Sourisse [...] »
Le premier concert sous la direction de Frédéric Pineau en mai 2019 au temple de l'Abbaye de Penthemont (Paris) a été consacré à la musique romantique, avec des œuvres de Schubert, Schumann, Mendelssohn, Brahms, Fauré, Rheinberger, Rossini et Offenbach. En décembre 2019, le chœur a présenté le Requiem de Maurice Duruflé, avec Vincent Warnier aux orgues de l'église Saint-Étienne-du-Mont (Paris), ainsi que ses quatre motets a capella. Toujours en décembre 2019, il a participé au concert "Haendel - Le Messie" donné par le Concert Spirituel dirigé par Hervé Niquet dans la grande salle Pierre Boulez de la Philharmonie de Paris.
Le programme 2020 et 2021 a été bouleversé en raison des confinements entrainés par la pandémie de Covid-19. Trois concerts ont ainsi dû être reportés : la Messa di Gloria de Giacomo Puccini ; le psaume 42 et des motets a capella de Félix Mendelssohn et le Requiem de Maurice Duruflé (dans le cadre du 75ème anniversaire de la fin de la Seconde Guerre Mondiale) ; le Requiem de Dvorák. 
Le Requiem de Dvorák a été présenté les 12 et 13 février 2022 au Temple de l’Etoile (Paris) avec l'Ensemble instrumental Jean-Walter Audoli - Orchestre de Chambre d'Ile-de-France. La Messa di Gloria de Giacomo Puccini a été donnée le 5 avril 2022 à l’église Saint-Etienne-du-Mont (Paris) en coopération avec le Chœur de chambre de Versailles dirigé par Arlinda Roux-Majollari. Le psaume 42 et des motets a capella de Félix Mendelssohn et le Requiem de Maurice Duruflé ont été reprogrammés le 28 mai 2022 à Bad-Homburg (Hesse, Allemagne) et le 18 juin 2022 à l'église Saint-Eustache (Paris) en coopération avec le Bachchor de Bad-Homburg dirigé par Susanne Rohn. 
Les concerts de Noël 2022, les 17 et 18 décembre à l'église Notre-Dame-de-la-Croix (Paris), ont été consacrés à des œuvres de compositeurs suédois et norvégiens contemporains issues de la double tradition ancestrale et chrétienne du Noël scandinave.  
En juin 2023, le chœur a interprété la Messe en Sol majeur (BWV 236) et le Motet "Jesu, meine Freude" (BWV 227) de Jean-Sébastien Bach ainsi que le Magnificat (RV 610) d'Antonio Vivaldi au temple de l'Oratoire du Louvre (Paris), et en décembre 2023, la Grande messe en ut mineur (K 427) de Wolfgang Amadeus Mozart, tout d'abord en la cathédrale Saint-Louis-des-Invalides (Paris) en coopération avec le Chœur Sorbonne Université (COSU) et le Paris Mozart Orchestra sous la direction de Claire Gibault, puis dans le Grand Amphithéâtre de la Sorbonne (Paris) en coopération avec le Chœur et l'Orchestre Sorbonne Université (COSU) sous la direction de Nicolas Agullo. 
En mai 2024, le concert "Lointains échos, voyage à travers les siècles et les continents" au temple des Batignolles (Paris) a été consacré à des œuvres chorales anciennes et actuelles de différentes régions du monde, a cappella pour les unes, accompagnées au piano et aux percussions pour les autres. Le 9 juin, le chœur participera à la création mondiale de "Cantate 2024", œuvre vocale participative mise en partition par Alexandros Markeas, présentée à la Philarmonie de Paris en coopération avec l'ensemble professionnel Sequenza 9.3 et une vingtaine d'autres chœurs amateurs de la région parisienne, sous la direction de Catherine Simonpietri. 

## Discographie
- 2017 : Antonín Dvořák, Stabat Mater, pour solistes, chœur et piano (Chœur d'Oratorio de Paris, Lucie Seillet au piano, direction Jean Sourisse, Syrius SYR 141488)
- 2009 : Louis Vierne, Messe Solennelle, Opus 16 (Chœur d'Oratorio de Paris et Chœur Grégorien de Paris, Daniel Roth à l'orgue, direction Jean Sourisse, 2CD label JAV records)
- 2006 : Ludwig van Beethoven, Neuvième Symphonie (Intégrale des symphonies de Beethoven, Chœur d’oratorio de Paris et Ensemble orchestral de Paris, Direction John Nelson)
- 2002 : Félix Mendelssohn, Trois grands psaumes pour soli, chœur et orchestre (Choeur d'Oratorio de Paris et Ensemble instrumental Jean-Walter Audoli, direction Jean Sourisse, Studio SM D2954)